# Åke Hök
Pour les articles homonymes, voir HOK.
Åke Karl Wilhelm Hök (né le 17 juin 1889 à Järlåsa, mort le 2 mai 1963 à Helsingborg) est un colonel des Forces armées suédoises et cavalier suédois de saut d'obstacles.
Il participe aux Jeux olympiques de 1912 à Stockholm et finit 22e de l'épreuve individuelle avec le cheval Mona.